# Chauffour-lès-Bailly
Pour les articles homonymes, voir Bailly et Chauffour.
Chauffour-lès-Bailly est une commune française, située dans le département de l'Aube en région Grand Est.

## Géographie
| Villemoyenne | Montreuil-sur-Barse  | Marolles-lès-Bailly |
| Chappes      | Chauffour-lès-Bailly | Poligny             |
| Fouchères    | Courtenot            | Bourguignons        |

### Hydrographie
La commune est dans la région hydrographique « la Seine de sa source au confluent de l'Oise (exclu) » au sein du bassin Seine-Normandie. Elle est drainée par la Boderonne, la Civanne, le ru Bidan, le canal d'Amenée du Barrage Réservoir Seine, le Fossé 01 de la Grande Voie, le Fossé 01 des Ingrignés, le Fossé 01 des Lasnières, le Fossé 01 du Bois de Bailly, le ruisseau des Arpents et divers autres petits cours d'eau,.
La Boderonne, d'une longueur de 20 km, prend sa source dans la commune de Beurey et se jette  dans la Barse à Montreuil-sur-Barse, après avoir traversé huit communes.
La Civanne, d'une longueur de 13 km, prend sa source dans la commune  et se jette  dans la Barse à Courteranges, après avoir traversé huit communes.

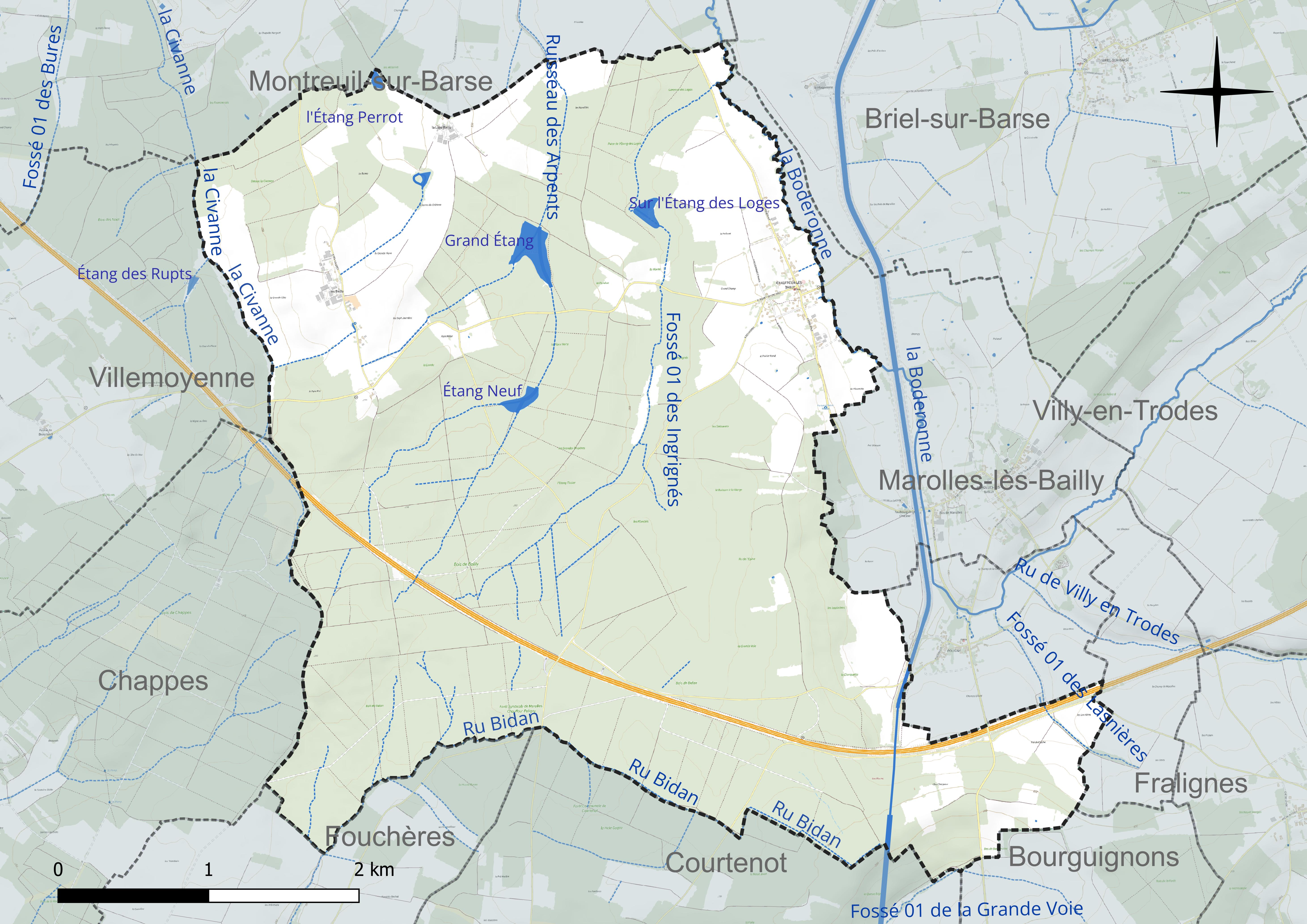
Réseau hydrographique de Chauffour-lès-Bailly.

Quatre plans d'eau complètent le réseau hydrographique : le Grand étang (5,7 ha), l'étang Neuf (2 ha), l'étang Perrot (0 ha) et Sur l'étang des Loges (1,9 ha),.

### Climat
Pour des articles plus généraux, voir Climat du Grand Est et Climat de l'Aube.
En 2010, le climat de la commune est de type climat océanique dégradé des plaines du Centre et du Nord, selon une étude du Centre national de la recherche scientifique s'appuyant sur une série de données couvrant la période 1971-2000. En 2020, Météo-France publie une typologie des climats de la France métropolitaine dans laquelle la commune est exposée à un climat océanique altéré et est dans la région climatique Lorraine, plateau de Langres, Morvan, caractérisée par un hiver rude (1,5 °C), des vents modérés et des brouillards fréquents en automne et hiver.
Pour la période 1971-2000, la température annuelle moyenne est de 10,6 °C, avec une amplitude thermique annuelle de 15,6 °C. Le cumul annuel moyen de précipitations est de 757 mm, avec 12,4 jours de précipitations en janvier et 7,8 jours en juillet. Pour la période 1991-2020, la température moyenne annuelle observée sur la station météorologique de Météo-France la plus proche, « Mesnil-Saint-Père », sur la commune de Mesnil-Saint-Père à 6 km à vol d'oiseau, est de 11,4 °C et le cumul annuel moyen de précipitations est de 772,6 mm. 
La température maximale relevée sur cette station est de 41 °C, atteinte le 25 juillet 2019 ; la température minimale est de −20,5 °C, atteinte le 2 janvier 1997,,.
Les paramètres climatiques de la commune ont été estimés pour le milieu du siècle (2041-2070) selon différents scénarios d'émission de gaz à effet de serre à partir des nouvelles projections climatiques de référence DRIAS-2020. Ils sont consultables sur un site dédié publié par Météo-France en novembre 2022.

## Urbanisme

### Typologie
Au 1er janvier 2024, Chauffour-lès-Bailly est catégorisée commune rurale à habitat dispersé, selon la nouvelle grille communale de densité à 7 niveaux définie par l'Insee en 2022.
Elle est située hors unité urbaine. Par ailleurs la commune fait partie de l'aire d'attraction de Troyes, dont elle est une commune de la couronne,. Cette aire, qui regroupe 209 communes, est catégorisée dans les aires de 200 000 à moins de 700 000 habitants,.

### Occupation des sols
L'occupation des sols de la commune, telle qu'elle ressort de la base de données européenne d’occupation biophysique des sols Corine Land Cover (CLC), est marquée par l'importance des forêts et milieux semi-naturels (75,9 % en 2018), une proportion sensiblement équivalente à celle de 1990 (76,1 %). La répartition détaillée en 2018 est la suivante : 
forêts (74,7 %), terres arables (19,4 %), prairies (3 %), zones agricoles hétérogènes (1,7 %), milieux à végétation arbustive et/ou herbacée (1,3 %). L'évolution de l’occupation des sols de la commune et de ses infrastructures peut être observée sur les différentes représentations cartographiques du territoire : la carte de Cassini (XVIIIe siècle), la carte d'état-major (1820-1866) et les cartes ou photos aériennes de l'IGN pour la période actuelle (1950 à aujourd'hui).

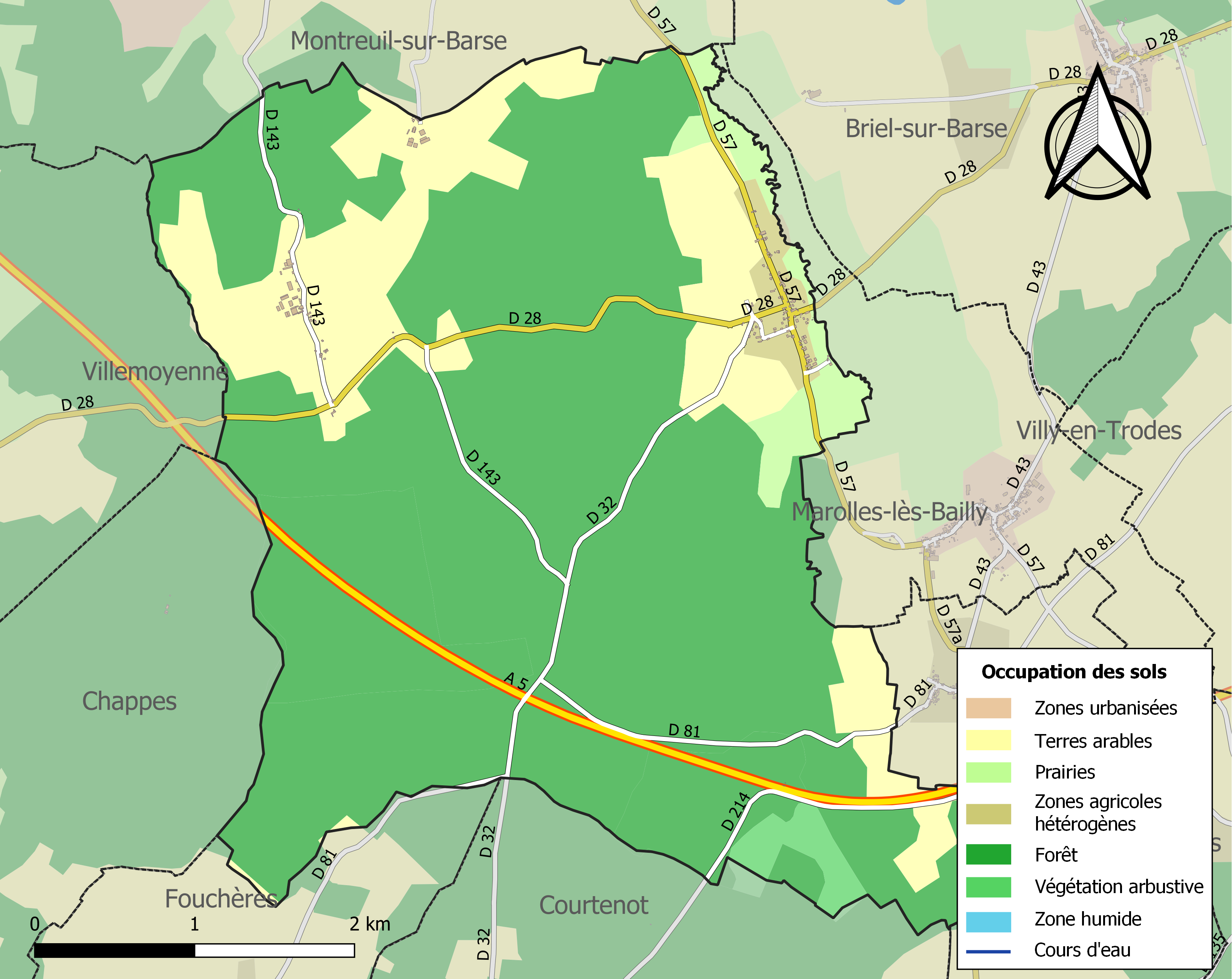
Carte des infrastructures et de l'occupation des sols de la commune en 2018 (CLC).

## Toponymie
- Calcis Furnus ou Calidus Furnus apparaît dès 1089 dans un cartulaire de l'abbaye de Molesme. La forme, Robertus de Calido Furno est mentionnée dans un cartulaire de 1076[17] mais attribuée à Nogent-sur-Vernisson (?) et une autre Huldeerus de Calido Furno, en 1172 comme vassal du comte de Champagne[18]

Du latin calcis furnus, de l’ancien français chauffour  « four à chaux ».
- Bailly est une commune jusqu'en 1804, le décret du 17 thermidor an II la réunissant à celle de Chauffourt ; Bailly compte alors 88 habitants.
- En 1825, Chauffourt comprend : l'Âme-Damnée, l'Arpillerie, Bailly, Beurie, Bidan, les Carreys[19], les étangs : Neuf, Crevé, Petit ; Forgetterie, Gauthier, Grand-Cour, Gran-champ, Haute-Borne, Haute-Fontaine, Hyot-Millot, la Loge, le Logis, Gaunne, la Martinière, les Noês, Perrot, Saint-Marcel, Tissier, Tuilerie.

## Histoire
Le fief dépend de la châtellenie de Bar-sur-Aube dont le premier seigneur connu est Huldeerus de Calido Furno en 1172 ; il rend alors  hommage au comte de Champagne.
Du XVIe au XVIIe siècle, les seigneurs sont des membres de la famille de Lenoncourt.
Les derniers connus sont Bertrand Bady de Mormond et sa sœur Marguerite Françoise qui ont acheté la seigneurie à leur aîné Charles en 1789.
Chauffour a une mairie en 1290 et une prévôté dès 1389.
En 1789, Chauffourt relève de l'intendance et de la généralité de Dijon, de la recette du comté et du bailliage de Bar-sur-Seine.

## Politique et administration
| Période                                  | Période  | Identité           | Étiquette | Qualité      |
| ---------------------------------------- | -------- | ------------------ | --------- | ------------ |
| mars 2001                                | 2014     | Jean-Pierre Bouet  |           |              |
| mars 2014                                | mai 2020 | Colette Clairin    | DVD       | Agricultrice |
| mai 2020                                 | En cours | Alexandra Jezequel |           |              |
| Les données manquantes sont à compléter. |          |                    |           |              |

## Démographie
L'évolution du nombre d'habitants est connue à travers les recensements de la population effectués dans la commune depuis 1793. Pour les communes de moins de 10 000 habitants, une enquête de recensement portant sur toute la population est réalisée tous les cinq ans, les populations de référence des années intermédiaires étant quant à elles estimées par interpolation ou extrapolation. Pour la commune, le premier recensement exhaustif entrant dans le cadre du nouveau dispositif a été réalisé en 2004.

En 2022, la commune comptait 135 habitants, en évolution de +13,45 % par rapport à 2016 (Aube : +0,7 %, France hors Mayotte : +2,11 %).
| 1793 | 1800 | 1806 | 1821 | 1831 | 1836 | 1841 | 1846 | 1851 |
| ---- | ---- | ---- | ---- | ---- | ---- | ---- | ---- | ---- |
| 115  | 113  | 233  | 227  | 239  | 241  | 215  | 225  | 257  |

| 1856 | 1861 | 1866 | 1872 | 1876 | 1881 | 1886 | 1891 | 1896 |
| ---- | ---- | ---- | ---- | ---- | ---- | ---- | ---- | ---- |
| 227  | 224  | 219  | 210  | 199  | 187  | 169  | 160  | 143  |

| 1901 | 1906 | 1911 | 1921 | 1926 | 1931 | 1936 | 1946 | 1954 |
| ---- | ---- | ---- | ---- | ---- | ---- | ---- | ---- | ---- |
| 164  | 146  | 130  | 145  | 111  | 125  | 137  | 100  | 87   |

| 1962 | 1968 | 1975 | 1982 | 1990 | 1999 | 2004 | 2006 | 2009 |
| ---- | ---- | ---- | ---- | ---- | ---- | ---- | ---- | ---- |
| 103  | 104  | 97   | 91   | 101  | 94   | 105  | 109  | 116  |

| 2014 | 2019 | 2022 | - | - | - | - | - | - |
| ---- | ---- | ---- | - | - | - | - | - | - |
| 119  | 128  | 135  | - | - | - | - | - | - |

## Lieux et monuments

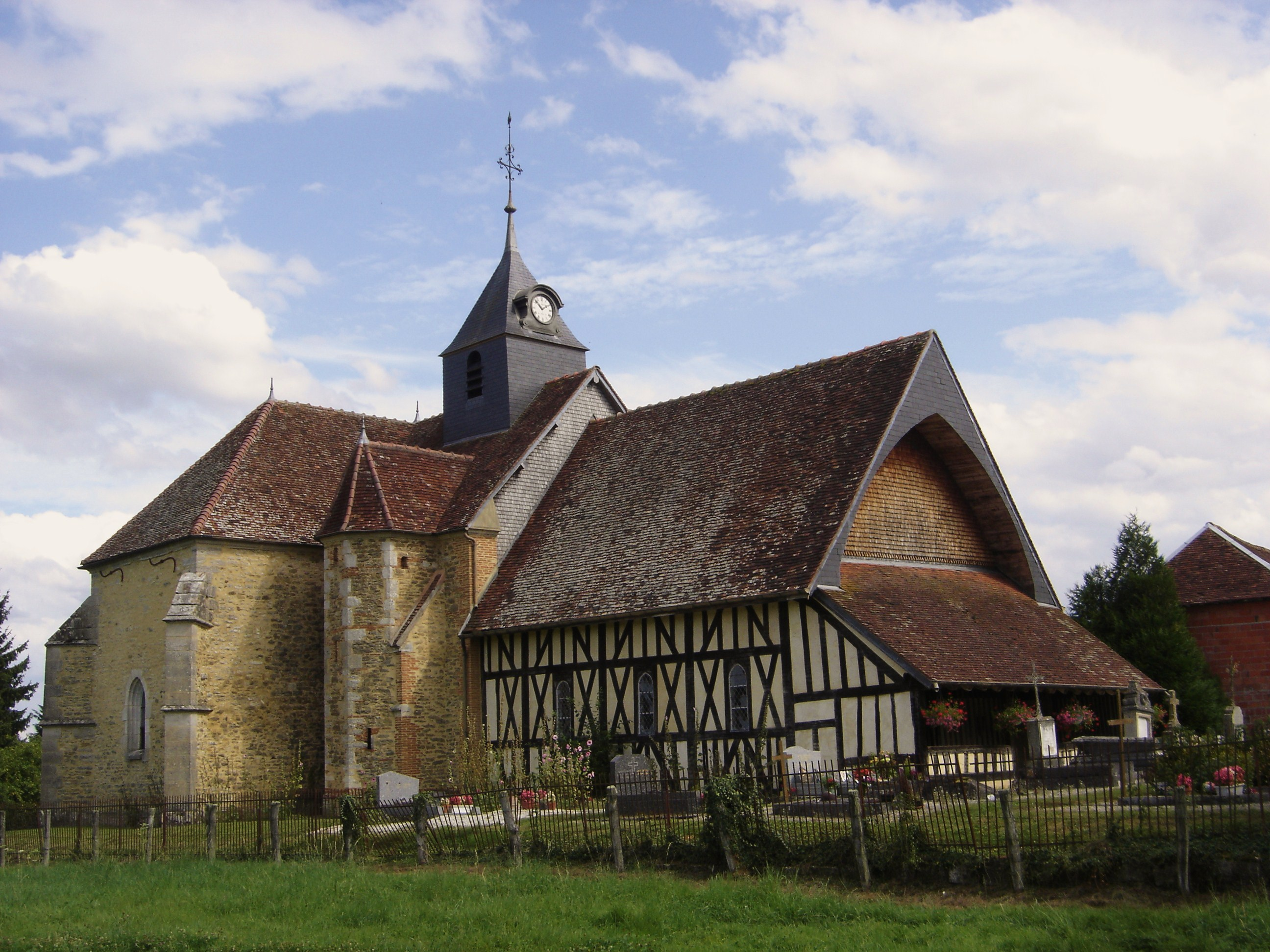
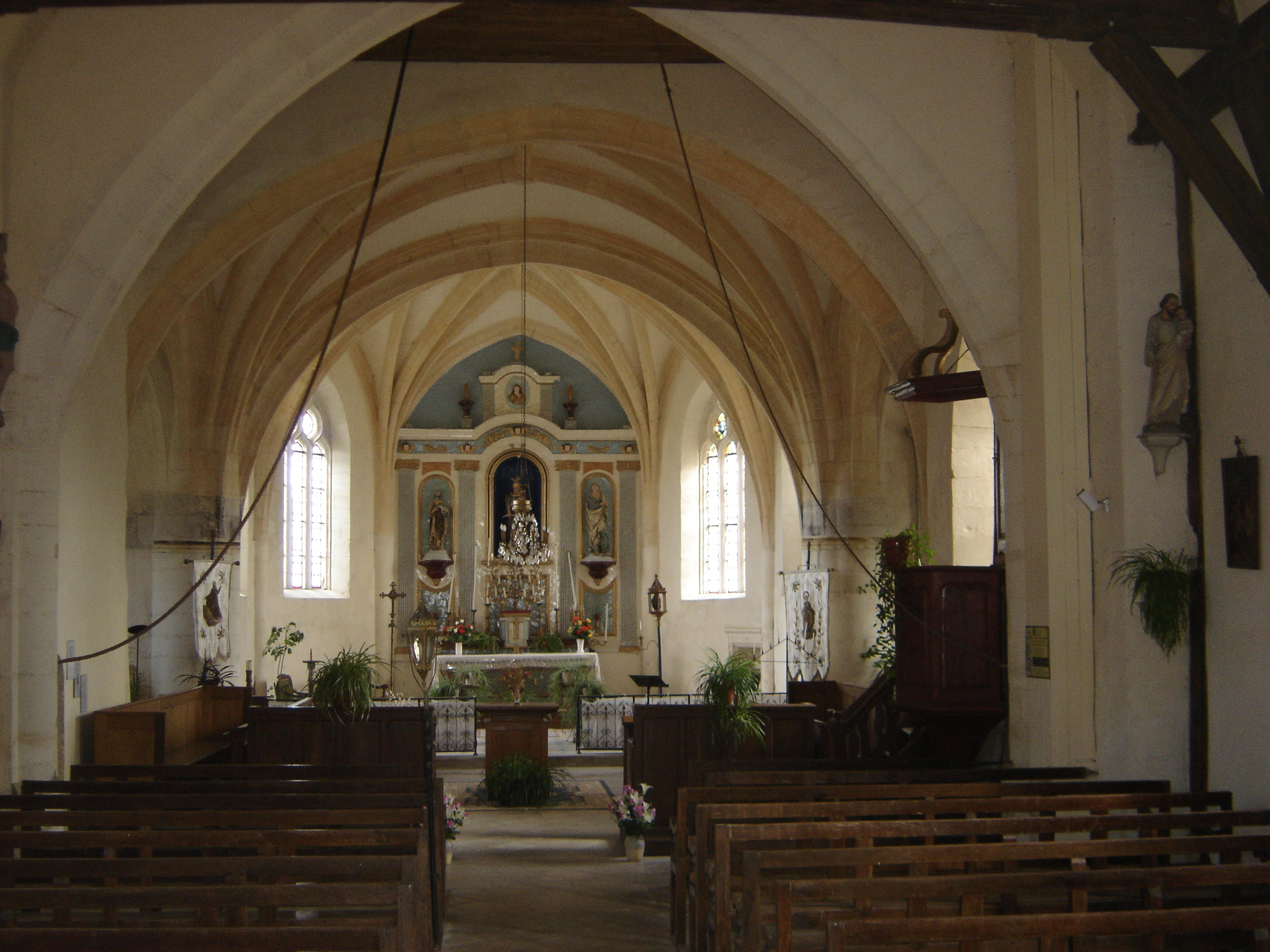

L'église Saint-Marcel-et-Notre-Dame-de-l'Assomption a été inscrite monument historique par arrêté du 29 mai 1926.

### Bailly
Il y a une chapelle à Bailly, mentionnée en 1390 ; elle dépend de Marolles-les-Bailly comme Chauffourt. Le fief est rattaché à  Bar-sur-Seine : comme seigneurs connus il y a Agnès qui en 1263 a la maison-forte de Bailly. Erard et Guillaume d'Arcy possèdent Chaceney, Poligny et Chauffourt pour partie, Bailly en 1286. En 1389 Gautier IV, sire d'Arzillières, tient Bailly pour ses enfants mineurs : " la maison forte entourée de fossés, cinq étangs, 120 journaux de terre arable, 560 arpents de bois, des terrages à Montreuil ". La dernière dame de Bailly est Marguerite Charmotte Fleuriau de Morville en 1789.

### Bidan
Fief de Bar-sur-Seine, qui désigne aussi un ru et un étang. Entre 1111 et 1132 Pierre de Bidan fait un don de ce qu'il possède en l'alleu d'Essoyes à l'abbaye de Molesme. En 1389, Yolan de Dinnteville fait hommage au roi pour son bois de Bidan, de 600 arpents et de la maison forestière close de pâlis et fossés incluse. Les gens de Chauffourt y ont un droit de pâture. En 1789 Charles Bady de Monrmond, comme pour Chauffourt, le vend aux membres de sa fratrie.